# عمارت کوشک فخرالدوله
کوشک فخرالدوله عمارتی مربوط به دوره قاجار است که در محله فخرآباد تهران واقع شده. این کوشک سابقا بخشی از پارک امین الدوله بوده که امروزه نیز در کوچه‌ای به همین نام قرار دارد. درحال حاضر این ساختمان در داخل مدرسه "روشنگر شاهد" قرار گرفته و امکان بازدید عمومی ندارد.
این اثر در تاریخ ۲۶ آبان ۱۳۷۸ با شمارهٔ ثبت ۲۴۹۲ به‌عنوان یکی از آثار ملی ایران به ثبت رسیده‌است.